# 谢华 (1948年)
谢华（1948年—），原名谢媛媛，笔名然然、木格子，女，浙江衢州人，祖籍江苏无锡，中国儿童文学作家，曾获全国优秀儿童文学奖、陈伯吹儿童文学奖、丰子恺儿童图画书奖。